# Taneční konzervatoř v Praze
Taneční konzervatoř hlavního města Prahy (zkr. TKHMP) je víceletá odborná škola - konzervatoř v Praze. Sídlí v novorenesanční budově Pedagogium v Křižovnické ulici na Starém Městě v Praze 1. Zřizovatelem školy je hlavní město Praha.

## Poskytované vzdělávání
Odborná škola poskytuje bezplatné osmileté souběžné odborné taneční a všeobecné vzdělání. Odborné umělecké vzdělání absolventy připravuje ke kvalifikovanému uplatnění v profesi tanečního umělce, umělecko-pedagogické vzdělání v profesi tanečního pedagoga a všeobecné vzdělání dotváří jejich připravenost k následnému studiu vysoké školy. 
Všeobecné vzdělání získávají studenti z celé oblasti kultury a zároveň i studují dva světové jazyky - angličtinu a pro balet typickou francouzštinu. Studium je ukončeno maturitními a absolventskými zkouškami, kde žáci získávají střední odborné a vyšší odborné vzdělání. Maturita a absolutorium dává studentům možnost pokračovat ve studiu na vysokých školách tanečního, dramatického, filologického a filosofického zaměření.

## Historie

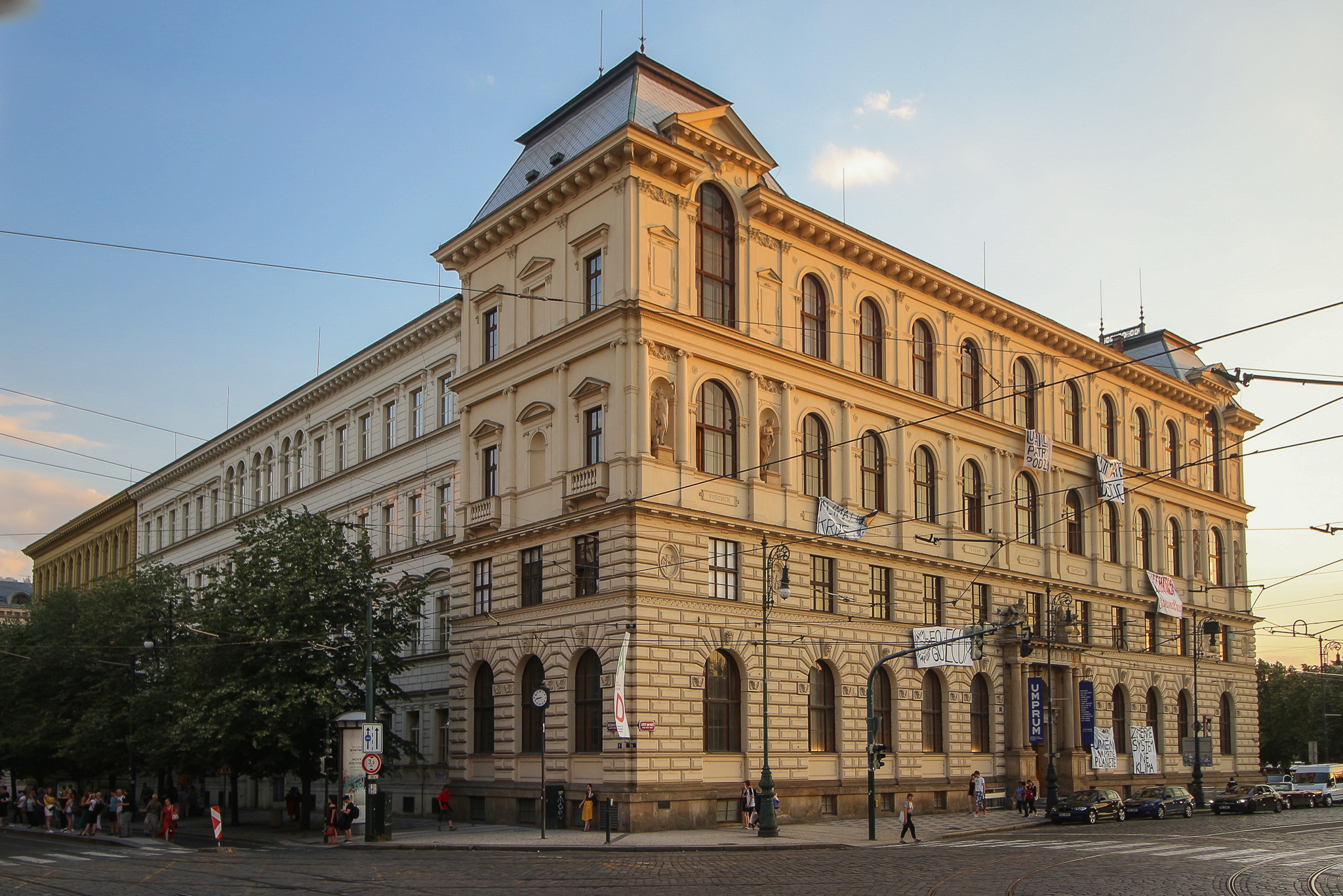
Taneční konzervatoř (budova zakrytá stromy) a VŠUP

Novorenesanční budova Pedagogium byla postavena pro Učitelský ústav pro vzdělání učitelek, navrhl ji architekt František Schmoranz (1882-1885), na fasádě průčelí jsou busty mladých žen a štítky se jmény pedagogických vzorů: Wenzig, Komenský, Svoboda. Roku 1945 zde Jan Reimoser (Jan Rey) založil Taneční konzervatoř.
Taneční konzervatoř vznikla z tanečního oddělení bývalé Státní konzervatoře v Praze, které bylo zřízeno v říjnu 1945. K 1. lednu 2001 se zřizovatelem školy stalo hlavní město Praha a k 1. říjnu 2002 škola změnila název na Taneční konzervatoř hlavního města Prahy. 

### Významní pedagogové
Mezi pedagogy se vystřídali například Saša Machov nebo Jaroslav Slavínský. Od roku 1996 je ředitelem školy Jaroslav Slavický. Mezi významné vyučující profesory působící na škole do roku 2020 patřili Hana Vláčilová, Marie Bártová, Jiří Horák, Nelly Danko, Ljubov Dančenko, Libuše Ovsová, Magdalena Kaprasová, Ivan Muchka, Pavel Ždichynec či Kateřina Slavická ad. 

### Významní absolventi
Adéla Pollertová, Nikola Márová, Daria Klimentová, Zuzana Susová a mnoho dalších.

## Současnost
Je to největší škola tohoto zaměření v České republice. Každý rok se pořádají talentové zkoušky (během ledna). Přihlášky se odevzdávají do konce listopadu předchozího roku. Druhý víkend v listopadu se koná Den otevřených dveří, kdy má široká veřejnost možnost nahlédnout na průběh výuky všech tanečních předmětů. Koncem školního roku škola pořádá absolventské představení a "Taneční Mládí", dva večery, kde mají žáci možnost předvést nabyté zkušenosti širšímu publiku. Galavečer většinou probíhá na scéně Stavovského divadla. 
Studenti si po prvních čtyřech letech studia vybírají zda bude jejich specializace klasický balet či moderní tanec. Studium končí maturitou a absolutoriem složenými v jednom a tomtéž roce. Vedení školy si uvědomuje, že život tanečníka je věkově omezen a snaží se proto umožnit mu začít taneční kariéru časně. 